# Phyllis Wallace
Phyllis Ann Wallace (* 9. Juni 1921 in Calvert County; † 10. Januar 1993 in Boston) war eine US-amerikanische Wirtschaftswissenschaftlerin und Aktivistin sowie die erste Frau, die an der Yale University in Wirtschaftswissenschaften promoviert wurde. Ihre Arbeit konzentrierte sich auf rassistische und geschlechtsspezifische Diskriminierung am Arbeitsplatz.

## Leben und Wirken

### Kindheit und Ausbildung
Am 9. Juni 1921 als Annie Rebecca Wallace in Calvert County im US-Bundesstaat Maryland geboren, war Wallace das erste von sechs Kindern von John Wallace, einem Handwerker, und Stevella Wallace. Sie besuchte die Frederick Douglass High School, eine gut bewertete, jedoch segregierte High School, die sie 1939 als Klassenbeste abschloss.
Auch im staatlichen Universitätssystem von Maryland bestand zum damaligen Zeitpunkt noch Rassentrennung. Somit war die einzige staatlich geförderte Hochschule, die Phyllis offen stand, das Morgan State College. afro-amerikanische Studenten wie Phyllis durften nicht die rein „weiße“ University of Maryland besuchen.
Wallace studierte Wirtschaftswissenschaften an der New York University, der Staat Maryland kam für ihre Studiengebühren auf. Sie erlangte ihren Bachelor-Abschluss in Wirtschaftswissenschaften im Jahr 1943 und schloss mit magna cum laude und als Mitglied der Phi Beta Kappa ab. Wahrscheinlich entwickelte sie in New York ihre Liebe zur Kunst, Architektur und Musik, insbesondere zur Vokalmusik.
Einer von Phyllis’ NYU-Professoren schlug vor, dass sie ein Studium in Yale absolvieren sollte. Sie ging dieser Idee nach und erlangte 1944 an der Yale University einen Master-Abschluss sowie 1948 einen Doktortitel. In ihrer Dissertation befasste sie sich mit internationalen Zuckerabkommen.

### Karriere
Als frisch promovierte Wissenschaftlerin lag Wallace beruflicher Schwerpunkt auf dem internationalen Handel, dem Thema ihrer Dissertation. Sie kehrte nach New York City zurück, wo sie als Teilzeitdozentin am City College of New York – ohne Aussicht auf eine Festanstellung – und als wissenschaftliche Mitarbeiterin am National Bureau of Economic Research tätig war.
1953 nahm Wallace einen Lehrauftrag an der School of Business Administration der historisch schwarzen Universität in Atlanta an, während sie ihre Forschungsbeziehung zum National Bureau of Economic Research aufrechterhielt. Im Jahr 1957 verließ Phyllis die Lehrtätigkeit, da sich im Zuge des Kalten Krieges für sie eine neue Perspektive darbot. Es ist unklar, ob die Verhältnisse im tiefen Süden der USA während der Jim-Crow-Ära zu viel für Phyllis waren, oder die Anziehungskraft der Familie und der internationalen Forschung hierfür den Ausschlag gaben.
Die CIA rekrutierte gerade neue Mitarbeiter und Wallace verfügte über die richtige Kombination aus wirtschaftlicher Ausbildung und Sprachkenntnissen. Sie arbeitete bei der CIA als Geheimdienstanalystin mit Schwerpunkt Sowjetunion, wobei sie viele jüngere CIA-Mitarbeiter betreute und mit ihnen befreundet war.
Die Bürgerrechtsbewegung Mitte der 1960er Jahre eröffnete ihr neue Möglichkeiten. Gemäß Abschnitt VII des Civil Rights Acts von 1964 wurde im folgenden Jahr die Equal Employment Opportunity Commission (dt.: Kommission für Chancengleichheit bei der Beschäftigung) gegründet. Der Auftrag der Kommission lautete: „Gewährleistung der Chancengleichheit durch energische Durchsetzung der Bundesgesetze zum Verbot der Diskriminierung am Arbeitsplatz“, sei es auf der Grundlage von Religion, Ethnie, Geschlecht, Hautfarbe, nationaler Herkunft, Alter oder Behinderung.
Im Jahr 1966 wurde Wallace Leiterin der technischen Studien der neuen Kommission. In dieser Funktion knüpfte sie Kontakte zu führenden Wirtschaftswissenschaftlern und auch zu jungen Wissenschaftlern, die später bedeutende akademische Laufbahnen einschlugen, darunter Orley Ashenfelter (Princeton), James Heckman (University of Chicago), Ronald Oaxaca (University of Arizona), Lester Thurow (MIT) und Ann Dryden Witte (Wellesley College). Durch Phyllis erhielten Wirtschaftswissenschaftler einen bahnbrechenden Zugang zu Datensätzen, deren Analyse das wirtschaftliche Verständnis von Diskriminierung in der Beschäftigung verbesserte.
Der folgenreichste Fall während ihrer Tätigkeit für die Kommission war U.S. vs. AT&T. Dieser betraf die Beschäftigungspraktiken der 23 Tochtergesellschaften von AT&T, die mit fast 800.000 Beschäftigten damals der größte private Arbeitgeber in den Vereinigten Staaten waren. AT&T lieferte genug Papierakten, um damit ein ganzes Lagerhaus zu füllen. Die Analyse der Daten führte im Januar 1973 zu einem bahnbrechenden Vergleich, der die Zahlung von rückständigen Löhnen und Leistungen an Frauen und Minderheiten unter den AT&T-Beschäftigten vorsah. Außerdem eröffnete der Vergleich neue Arbeitsplätze und Karrieremöglichkeiten für Frauen und Minderheiten bei AT&T. Wallace gab 1976 ein Buch mit Artikeln über den Fall AT&T heraus, mit dem Titel Equal Employment Opportunity and the AT&T Case.
Nachdem sie den AT&T-Fall ins Rollen gebracht hatte, kehrte Wallace 1969 nach New York zurück, um als Vizepräsidentin des Metropolitan Applied Research Centers (MARC), einer von Kenneth Clark gegründeten gemeinnützigen Organisation, die sich mit den Problemen der US-Städte befasst, ihr eigenes Forschungsinteresse an Arbeitsmärkten zu vertiefen. Am MARC beschäftigte sich Wallace mit der Diskriminierung von Jugendlichen in den Städten, insbesondere von jungen afro-amerikanischen Frauen.
Wallace trat 1972 als Gastprofessorin in die Fakultät des MIT ein und blieb dort bis zu ihrer Ernennung zur ordentlichen Professorin an der Sloan School im Jahr 1974. Mit ihrer Ernennung war sie die erste Frau, die an der Sloan School eine ordentliche Professur erhielt. Wallace zog sich 1986 aus der aktiven Lehrtätigkeit zurück. Um ihre Karriere und ihren Einfluss zu würdigen, versammelten sich Wissenschaftler aus den Bereichen Arbeitsbeziehungen und Wirtschaftswissenschaften aus der ganzen Welt am MIT zu einer Konferenz zu ihren Ehren. Darüber hinaus stiftete die Sloan School den Phyllis A. Wallace Doctoral Fellows Fund, der afro-amerikanische Studenten bei der Aufnahme in das Doktorandenprogramm der Schule unterstützt. Sowie den Phyllis A. Wallace Visiting Scholars Fund, der afro-amerikanische Gastwissenschaftler an der Schule unterstützt.
Phyllis A. Wallace war Mitglied in einer Reihe von Aufsichtsräten von Unternehmen und gemeinnützigen Organisationen, darunter die State Street Bank, TIAA, das Boston Museum of Fine Arts und die Society of Arts and Crafts.

### Persönliches
Phyllis’ Interessen waren vielfältig. Sie liebte klassische Musik, insbesondere Lieder und andere Vokalmusik. Ihr Interesse an Architektur ging in Richtung des Föderalismus. In ihrer gesamten Wohnung verwendete sie orientalische Teppiche. Sie war eine Frau mit Geschmack und Anspruch.
Im Ruhestand begann Wallace damit, ihre Familiengeschichte zu ergründen. Sie fand heraus, dass sie, obwohl sie einer Linie von POC-Familien abstammt, einen Vorfahren hat, der in die Vereinigten Staaten bereits vor 1810 als Kapitän einwanderte. Durch ihren plötzlichen Tod wurde die weitere genealogische Forschung jedoch nie abgeschlossen.

## Erfolge und Auszeichnungen (Auswahl)
Wallace war die erste Afroamerikanerin und die erste weibliche Präsidentin der Industrial Relations Research Association und wurde für ihre Leistungen mehrfach ausgezeichnet, u. a.
- 1981: Westerfield Award der National Economic Association[10]
- 1980: Wilbur Cross Medal der Yale University[11]
- 1983: Auszeichnung des Mount Holyoke College[5]
- 1986: Auszeichnung der Brown University[3]

## Veröffentlichungen (Auswahl)
- Pathways to work: unemployment among black teenage females. Lexington Books, Lexington (Mass.) 1974, ISBN 978-0-669-91280-7.
- Equal Employment Opportunity and the AT&T Case. MIT Press, 1975, ISBN 978-0-262-23073-5.
- Phyllis A. Wallace, Annette M. LaMond (Hrsg.): Women, Minorities and Employment Discrimination. Lexington Books, 1977, ISBN 978-0-669-01282-8 (222 S.).
- Phyllis A. Wallace, Linda Datcher, Julianne Malveaux: Black Women In The Labor Force. MIT Press, 1982, ISBN 978-0-262-73063-1 (182 S.).
- Als Editorin: Women in the Workplace. Bloomsbury Academic 1982, ISBN 0-86569-069-3.
- Phyllis Ann Wallace: MBAs on the fast track: the career mobility of young managers. Ballinger Pub. & Co., New York 1989, LCCN 88-034180, OCLC 18947880 (220 S.).